# Centro Cultural João Nogueira
Imperator – Centro Cultural João Nogueira é um centro cultural público do Méier, na Zona Norte do Rio de Janeiro, nomeado em homenagem a João Nogueira. Inaugurado, em 12 de junho de 2012, pela Prefeitura do Rio de Janeiro após dois anos de reformas da antiga casa de espetáculos Imperator, que havia fechado, em 1996. Permaneceu sobre administração da Prefeitura, sob convênio com o Governo do Estado do Rio de Janeiro — proprietário do terreno — até o final de 2020. Hoje, vinculado a Secretaria de Estado de Cultura e Economia Criativa do Rio de Janeiro, abriga um teatro com capacidade para 751 pessoas sentadas e 1 300 pessoas em pé, três salas de cinema mantidas pelo Grupo Severiano Ribeiro que foram nomeadas Cine Carioca Méier, sala de exposições, bistrô e um terraço verde de 1 200 metros quadrados.

## História

### Cine Imperator: 1954–1986
Aberto ao público em 1954, o Cine Imperator com 2 400 lugares, era considerado a maior sala de cinema da América Latina e marcou toda uma geração de espectadores, ávidos por assistir as chanchadas da Atlântida Cinematográfica e filmes norte-americanos estrelados por astros como James Dean, Marilyn Monroe e Elvis Presley. A entrada do cinema era o ponto de encontro da juventude transviada. A calçada em frente ao cine vivia apinhada de lambretas com rapazes e moças se aglomerando no local. Até o princípio da década de 1980, teve uma frequência de público bastante generosa, com extensas filas na galeria de acesso à sala. Filmes nacionais como "Os Trapalhões" e "Dona Flor e Seus Dois Maridos" e estrangeiros como "E.T." e "Tubarão", atraíam uma legião de cinéfilos.
Com o surgimento de grandes shoppings centers, entrou em uma fase de decadência, onde o esvaziamento de público resultou em significativos prejuízos, que obrigaram ao encerramento de suas atividades em 1986.

### Imperator (casa de espetáculos): 1991–1996
Em 1991, o local foi reaberto como casa de espetáculos tendo o seu nome preservado. O show de estreia foi com a cantora estadunidense Shirley MacLaine que encantou o público com sua magistral apresentação. Outros astros internacionais se apresentaram no local: Tina Turner, Bob Dylan, Stevie B, Paul
Simon, Information Society e Beastie Boys. Artistas nacionais também marcaram presença no palco: Tom Jobim, Ney Matogrosso, Raphael Rabello, Daniela Mercury,Caetano Veloso, Marisa Monte, Mastruz com Leite, Engenheiros do Hawaii, Gal Costa (no qual mostrou os seios), Mara Maravilha, Xuxa, Tim Maia, Lulu Santos, Barão Vermelho e Fafá de Belém, além de nomes no cenário musical do meio gospel, tais como: banda Catedral e Marina de Oliveira.
Neste período, sua importância na vida cultural da cidade foi de tal monta que moradores da Zona Sul carioca, região ofertada pelos mais renomados espaços de entretenimento, cruzavam o Túnel Rebouças para privilegiar os shows produzidos pela casa de espetáculo.
Em 1995, foi novamente fechado. Esse novo encerramento das atividades fez nascer o temor de que o local se transformasse em uma igreja evangélica, tal como ocorreu com muitos outros cinemas do Rio de Janeiro. No ano seguinte, porém, a casa reabriu com o show de Roberto Carlos. Os mais de dois mil ingressos postos a venda se esgotaram rapidamente. Isso, porém, não foi capaz de contornar novos sinais de prejuízo. A casa começou a ceder espaço para a realização de matinês comandadas por DJs do mundo funk carioca. Com a lucratividade cada vez mais escassa, fechou novamente suas portas.

### Fechamento e revitalização
Em 2002, o então governador Anthony Garotinho determinou a desapropriação do local prometendo a implantação de um centro cultural que contaria com cinema, teatro e cyber café. Entretanto, não conseguiu, em seu mandato, concretizar a promessa. Desistindo do projeto feito no governo do marido, a ex-governadora Rosinha Garotinho assinou um decreto determinando a transformação do espaço no Centro Cultural Casa de Samba que contaria com espaços destinados para o samba, grupos de cinema, música e escola de circo. O decreto de Rosinha também previa biblioteca, palco para shows de lançamento de CDs e shows.
Em 2009, o secretário estadual de Cultura do Governo Sérgio Cabral Filho, Luiz Paulo Conde, prometeu analisar a viabilidade de reabilitação do projeto proposto no Governo Garotinho. Pouco tempo depois, o governo estadual cedeu o terreno à prefeitura do Rio de Janeiro, que deu início, em 2011, às obras de transformação do espaço em Centro Cultural João Nogueira. O nome do espaço homenagearia o cantor e compositor João Nogueira, nascido e criado no Méier. João era integrante da ala de compositores da Portela e fundador do bloco Clube do Samba, que ajudou a revitalizar o carnaval de rua carioca.

### Centro Cultural João Nogueira (2012–)
Reinaugurado em 12 de junho de 2012, com um show de Diogo Nogueira, filho de João Nogueira, se consolidou, em um ano de existência, como o mais importante equipamento cultural da Zona Norte e como um dos principais da cidade. Com pouco mais de um ano de existência, atingiu o número de 1 milhão de visitantes e recebeu mais de 100 diferentes atrações, reunidas nos mais diversos segmentos artísticos como teatro, musicais, shows nacionais e internacionais, concertos, cinema, exposições, entre outros. Além disso, através do projeto "Outra Cena", ampliou suas atividades, abrindo espaço para o trabalho com formação e pensamento artístico, via cursos, oficinas e palestras.